# Сражение при Уайт-Марш
Сражение при Уайт-Марш (англ. Battle of White Marsh) — одно из сражений Филадельфийской кампании американской Войны за независимость, которое происходило с 5 по 7 декабря 1777 года на территории округа Монтгомери в Пенсильвании. Оно выглядело как серия отдельных перестрелок, и стало последним сражением 1777 года.
После поражения в сражении при Джермантауне генерал Джордж Вашингтон, главнокомандующий американской армии провёл несколько недель в лагерях к северу от Филадельфии. В начале ноября его армия заняла укреплённую позицию примерно в 25 километрах севернее Филадельфии на рубеже рек Виссахикон и Санди-Ран. Оттуда Вашингтон следил за перемещением войск противника. 4 декабря британский генерал Уильям Хау вышел из Филадельфии с крупным контингентом в последней попытке уничтожить Континентальную армию до зимы. После ряда перестрелок Хау отменил атаку и отступил в Филадельфию, отказавшись от планов начать генеральное сражение. Вашингтон отвёл свою армию на зимовку в Велли-Фордж.